# Ildefonso Obama Obono
Ildefonso Obama Obono (Puerto Iradier, avui Cogo, 6 de maig de 1938) és un religiós equatoguineà, arquebisbe de Malabo fins al 2015.
El 29 de juny de 1964 fou ordenat sacerdot. El papa Joan Pau II el va nomenar bisbe d'Ebebiyín el 19 de novembre de 1982. El Papa personalment el va consagrar el 6 de gener de 1983 que com a bisbe; els co-consagrants van ser els arquebisbes de la cúria Eduardo Martínez Somalo, substitut de la Secretaria d'Estat de la Santa Seu, i Duraisamy Simon Lourdusamy, secretari de la Congregació per a l'Evangelització dels Pobles
Deixà el càrrec en 9 de juliol de 1991 quan fou nomenat arquebisbe de Malabo
Va presentar la seva renúncia al càrrec al papa Francesc l'11 de febrer del 2015 per raons d'edat.